# Kreis Balmazújváros
Der Kreis Balmazújváros (ungarisch Balmazújvárosi járás) ist ein Kreis im Westen des Komitats Hajdú-Bihar in Ostungarn. Er grenzt im Südwesten an das Komitat Jász-Nagykun-Szolnok, im Nordwesten an das Komitat Borsod-Abaúj-Zemplén. Im Norden bildet der Kreis Hajdúnánás die innere Grenze, im Nordosten Hajdúböszörmény und im Süden Hajdúszoboszló.

## Geschichte
Der Kreis entstand Anfang 2013 als Nachfolger aus dem gleichnamigen Kleingebiet (ungarisch Balmazújvárosi kistérség), der noch um die Gemeinde Újszentmargita aus dem Ende 2012 aufgelösten Kleingebiet Polgár (ungarisch Polgári kistérség) erweitert wurde.

## Gemeindeübersicht
Der Kreis Balmazújváros hat eine durchschnittliche Gemeindegröße von 6.014 Einwohnern auf einer Fläche von 165,48 Quadratkilometern. Der zweitgrößte Kreis hat die niedrigste Bevölkerungsdichte im Komitat. Der Verwaltungssitz befindet sich in der größten Stadt, Balmazújváros, im Osten des Kreises gelegen.
| Gemeinde            | Status       | Herkunft Kleingebiet | Einwohnerzahl | Einwohnerzahl | Einwohnerzahl | Fläche (km²) | Bevölkerungs- dichte (Ew./km²) |
| Gemeinde            | Status       | Herkunft Kleingebiet | 01.10.2011    | 01.01.2013    | 01.01.2016    | 01.01.2016   | Bevölkerungs- dichte (Ew./km²) |
| ------------------- | ------------ | -------------------- | ------------- | ------------- | ------------- | ------------ | ------------------------------ |
| Balmazújváros       | Stadt        | Balmazújváros        | 17.573        | 17.622        | 17.421        | 205,44       | 84,8                           |
| Egyek               | Großgemeinde | Balmazújváros        | 5.052         | 5.128         | 5.030         | 104,76       | 48,0                           |
| Hortobágy           | Gemeinde     | Balmazújváros        | 1.481         | 1.498         | 1.449         | 284,60       | 5,1                            |
| Tiszacsege          | Stadt        | Balmazújváros        | 4.592         | 4.754         | 4.684         | 136,40       | 34,3                           |
| Újszentmargita      | Gemeinde     | Polgár               | 1.493         | 1.486         | 1.484         | 96,21        | 15,4                           |
| Kreis Balmazújváros |              |                      | 30.191        | 30.488        | 30.068        | 827,41       | 36,3                           |